# Mandrokles
Mandrokles (griechisch Μανδροκλῆς) war ein griechischer Baumeister von der Kleinasien vorgelagerten ionischen Insel Samos, der im Dienste des persischen Großkönigs Dareios I. im Jahr 513 v. Chr. eine Schiffsbrücke über den thrakischen Bosporus baute und dadurch den Truppen des Dareios den Weg nach Europa zu einem Feldzug gegen die Skythen öffnete. Laut Herodot sollen 70.000 Mann diese Schiffbrücke über den Bosporus überquert haben.
Für seine architektonische Pioniertat wurde Mandrokles von Dareios fürstlich belohnt. Von den erhaltenen Geschenken verwandte er einen Teil dafür, ein Gemälde anzufertigen, auf dem er die von ihm erbaute Schiffsbrücke, den sitzenden Großkönig Dareios und den Übergang des persischen Heeres nach Europa darstellen ließ, und stellte das Gemälde im Heraion von Samos als Weihgeschenk auf.